# Btu
Btu ili BTU je skraćenica od British thermal unit. To je količina energije koja odgovara energiji od 1055 J (Džula).
Po definiciji to je, približno, količina energije potrebna da se zagreje jedna funta (0.454 kg) vode tj. jedna desetina UK Galona od 39 F (Farenhajta) na 40 F, tj. od 3,8 C (Celzijusa) do 4,4 C.
Kod nas se najčešće koristi za količinu energije koju mogu dati klima uređaji. 
Najviše korišćeni uređaji u nas su od 12000 Btu-a i grubo se računa da mogu grejati prostoriju standardne visine od 36 m². Dakle za grubi proračun prilikom nabavke klima uređaja računa se oko 333 Btu-a po kvadratnom metru prostorije koja će se hladiti/grejati.